# Игнатов, Михаил Яковлевич
Михаил Яковлевич Игнатов (укр. Михайло Якович Ігнатов; род. 5 октября 1955, Киев) — советский и украинский актёр театра, кино и телевидения.

## Биография
В 1974—1978 годах обучался на актёрском факультете Киевского государственного института театрального искусства им. И. К. Карпенко-Карого. После окончания института работал на Киностудии им. А. Довженко, киевской студии киноактёра (1978—1997), занимался концертной деятельностью.
В середине 2000-х годов выехал в США. В 2013 году вернулся в Киев.
Снимался в украинском, российском и зарубежном кино, на украинском телевидении.
Снялся в более чем шестидесяти фильмах.

### Семья
Племянник Игнатова — известный режиссёр, актёр, и телеведущий Александр Жеребко.

## Избранная фильмография
- 2016 — Центральная больница — эпизод
- 2016 — Гражданин Никто (телесериал) — Игнат Фомич Савельев, директор музея
- 2014 — Узнай меня, если сможешь — Браверман, ювелир
- 2014 — Трубач — сосед Василия Павловича по палате
- 2014 — Ветер в лицо — скупщик
- 2014 — Братские узы — Дорошин, пациент
- 2014 — Белые волки-2 (телесериал) — Владимир Аргентов
- 2013 — Убить дважды (телесериал) — эпизод
- 2013 — Позднее раскаяние (телесериал) — пациент Максима
- 2013 — Женский доктор-2 (телесериал) — Иван Григорьевич, профессор
- 2013 — Хождение по мукам (37-я серия)
- 2013 — Даша — полковник полиции
- 2013 — 1943 — эпизод
- 2012—2013 — Сваты-6 — эпизод
- 2012 — Порох и дробь — Романыч, скупщик
- 2012 — Вендетта (Фильм № 11)
- 2012 — Поддубный — эпизод
- 2012 — Немой — Рома
- 2012 — Джамайка — эпизод
- 2012 — Возвращение Мухтара (8 сезон) — Джон
- 2012 — Запятнанная репутация (28-я серия)
- 2012 — Брат за брата 2 — Валерьяныч
- 2010—2013 — Ефросинья (все сезоны) — эпизод
- 2008 — Колечко с бирюзой (телесериал) — Санёк
- 2004 — Русское лекарство — директор автосалона
- 2003 — Весёлая компания (Россия, Украина) — шпион
- 2003 — Русские в городе ангелов — Кречетов
- 2001 — Шоутайм — эпизод
- 2001 — Али — фотограф
- 2001 — Искусственный разум — пришелец
- 1993 — Преступление со многими неизвестными — жандарм
- 1993 — Западня — полицейский выпускавший Рафаловича из тюремной камеры (нет в титрах)
- 1992 — Цена головы
- 1992 — Стамбульский транзит — работник автозаправки
- 1992 — Ради семейного очага — полицейский
- 1992 — Иван и кобыла — эпизод
- 1992 — Выстрел в гробу — охранник на похоронах
- 1991 — По ком тюрьма плачет… — милиционер
- 1991 — Женщина для всех — эпизод
- 1991 — Джокер — мастер Браун
- 1991 — Грех — жандарм мимо которого пронесли «мнимый труп»
- 1991 — Верный Руслан (История караульной собаки) — заключённый
- 1990 — Распад — дозиметрист
- 1990 — Не отстреленная музыка — милиционер
- 1990 — Записки сумасшедшего (фильм-спектакль) — чиновник
- 1990 — Допинг для ангелов — эпизод
- 1990 — Война на западном направлении (телесериал) — дворник
- 1990 — Возвращение в Зурбаган — приятель Володи Старкова (нет в титрах)
- 1990 — Хочу сделать признание — эпизод
- 1989 — В знак протеста — посетитель выставки
- 1988 — Штормовое предупреждение — рабочий
- 1988 — Каменная душа — Одноглазый
- 1987 — Цыганка Аза — селянин в шинке
- 1987 — Случай из газетной практики — парень приставший к Зое (нет в титрах)
- 1987 — Рыжая фея — милиционер
- 1987 — Раненые камни — солдат (нет в титрах)
- 1987 — В Крыму не всегда лето — солдат (роль озвучил Л. Яновский)
- 1986 — Скакал казак через долину — Семенюк, колхозник, работник «Сельхозтехники»
- 1986 — Обвиняется свадьба — гость (нет в титрах)
- 1986 — Мост через жизнь — студент
- 1986 — И никто на свете... — эпизод
- 1985 — Слушать в отсеках — Капустин, мичман, продовольственник на подлодке
- 1985 — Подвиг Одессы — немецкий летчик (нет в титрах)
- 1985 — Диктатура (фильм-спектакль) — эпизод
- 1984 — У призраков в плену — эпизод
- 1984 — Тепло студёной земли — Пётр Чижиченко
- 1984 — Если можешь, прости — осветитель в театре
- 1984 — Два гусара — Иоган
- 1983 — Три гильзы от английского карабина — Архип
- 1983 — Провал операции «Большая Медведица» — помощник Рена
- 1983 — Климко — эпизод
- 1982 ― Казнить не представляется возможным
- 1982 — Преодоление — прапорщик
- 1982 — Звёздная командировка
- 1982 — Без году неделя — Анатолий Бублик, кок
- 1981 — Утро вечера мудренее — Семён, токарь
- 1981 — Женщины шутят всерьёз — тренер
- 1981 — Два дня в начале декабря — главный инженер колхоза «Рассвет»
- 1980 — Странный отпуск — водитель
- 1980 — От Буга до Вислы — пленный немец (нет в титрах)
- 1980 — Мужество — участник совещания

(нет в титрах)
- 1980 — «Мерседес» уходит от погони — немец
- 1980 — Жду и надеюсь — эпизод
- 1980 — Долгие дни, короткие недели — рабочий, сдающий экзамен (нет в титрах)
- 1979 — Киевские встречи (киноальманах)
- 1978 — Наталка Полтавка — селянин (нет в титрах)
- 1978 — Искупление чужих грехов — эпизод
- 1978 — За всё в ответе — зритель в цирке (нет в титрах)
- 1977 — Сапоги всмятку — актёр

(нет в титрах)
- 1973 — Дума о Ковпаке (Фильм первый — «Набат») — друг Ивана Синицы (нет в титрах)